# 恭貞王
恭貞王（きょうていおう、または伯、? - 紀元前1000年）は、第4代箕子朝鮮王。王在位期間は、紀元前1030年 - 紀元前1000年。諡は恭貞王。諱は伯。王位は文武王（椿）が継承。